# Міський стадіон (Габала)
Міський стадіон Габали (азерб. Qəbələ şəhər stadionu) — головний стадіон міста Ґебеле. Домашня арена футбольного клубу азербайджанської Прем'єр-ліги «Габала». Відкритий у 1985 році.

## Історія
Міський стадіон був побудований в 1985 році на базі місцевої тютюнової фабрики. Загальна площа комплексу 6 гектар. Крім основного стадіону на території комплексу знаходяться ще кілька резервних майданчиків.
У 2005 році почалися ґрунтовні ремонтно-реконструкторні роботи. Було встановлено 2000 пластикових крісел, оновлено газон.
У 2006 році побудували сучасні роздягальні, тренажерний зал, налагоджено водопостачання за допомогою артезіанських колодязів.
У 2007 році було розпочато будівництво запасного стадіону, нових трибун, встановлення електронного табло. Паралельно з цим було розпочато будівництво резервних майданчиків зі штучним покриттям.
У 2015 ,  2018 роках та 2022 роках на стадіоні пройшли фінальні матчі Кубка Азербайджану.